# Laricobius minutus
Laricobius minutus is een keversoort uit de familie tandhalskevers (Derodontidae). De wetenschappelijke naam van de soort is voor het eerst geldig gepubliceerd in 1992 door Nikitskiy in Nikitskiy & Lafer.